# Vinzelberg
Vinzelberg is een voormalige gemeente in de Duitse deelstaat Saksen-Anhalt, en maakt deel uit van de Landkreis Stendal.

## Verkeer
Op het grondgebied van  buurdorp Käthen, gemeente Bismark, staat, omgeven door een rij vervallen huizen, het station Vinzelberg, aan de spoorlijn Berlijn - Lehrte. Ieder uur stopt hier een stoptrein in beide richtingen.  Dit station ligt op één kilometer ten noordoosten van Vinzelberg. Parallel aan de spoorlijn loopt de Bundesstraße 188. 

## Overige
Aan de zuidkant van het, in een bosrijke omgeving gelegen, dorp staat een groot landhuis, dat in de 19e eeuw nog Schloss Vinzelberg heette, waar een instelling met woonvorm voor gehandicapten is gevestigd. Naast deze instelling staat een zeer grote boerderij. Vermoedelijk was deze ten tijde van de DDR (1949-1990) een zogenaamde LPG.
Op 29 april 2010 is de toenmalige zelfstandige gemeente geannexeerd door de stad Stendal.

## Afbeeldingen

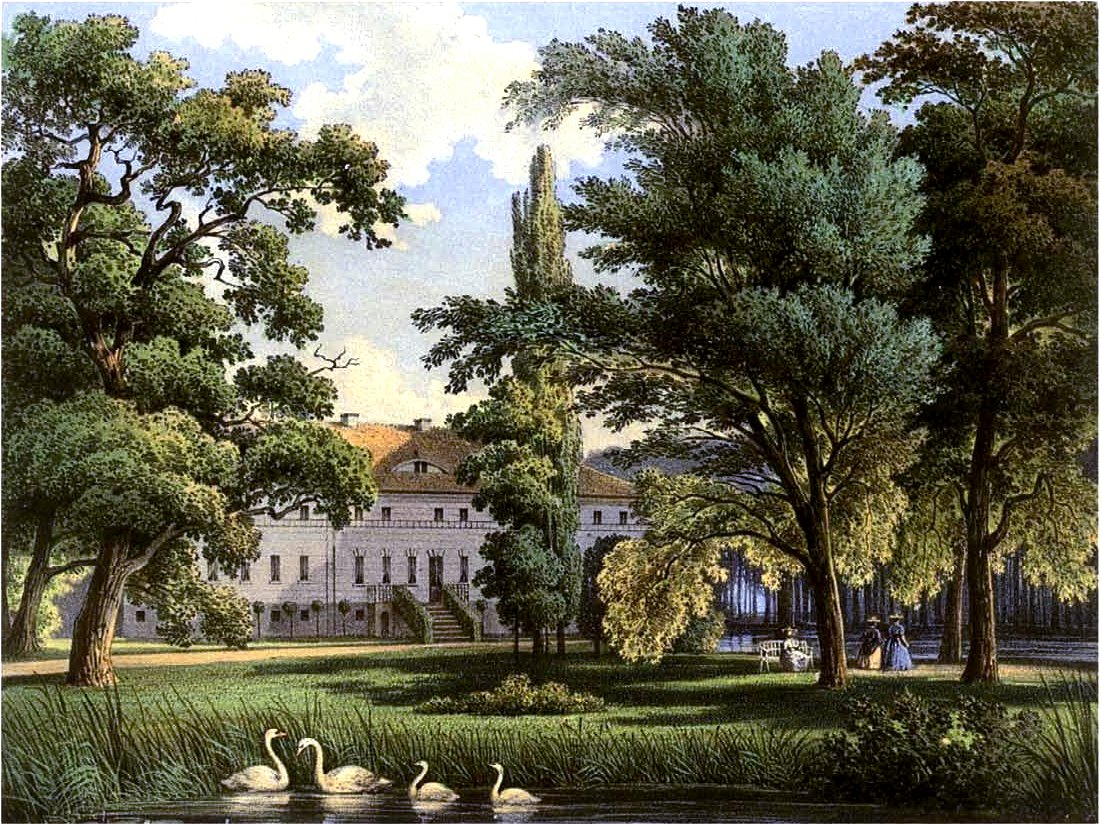
Voormalig kasteel Vinzelberg, prent uit ca. 1861
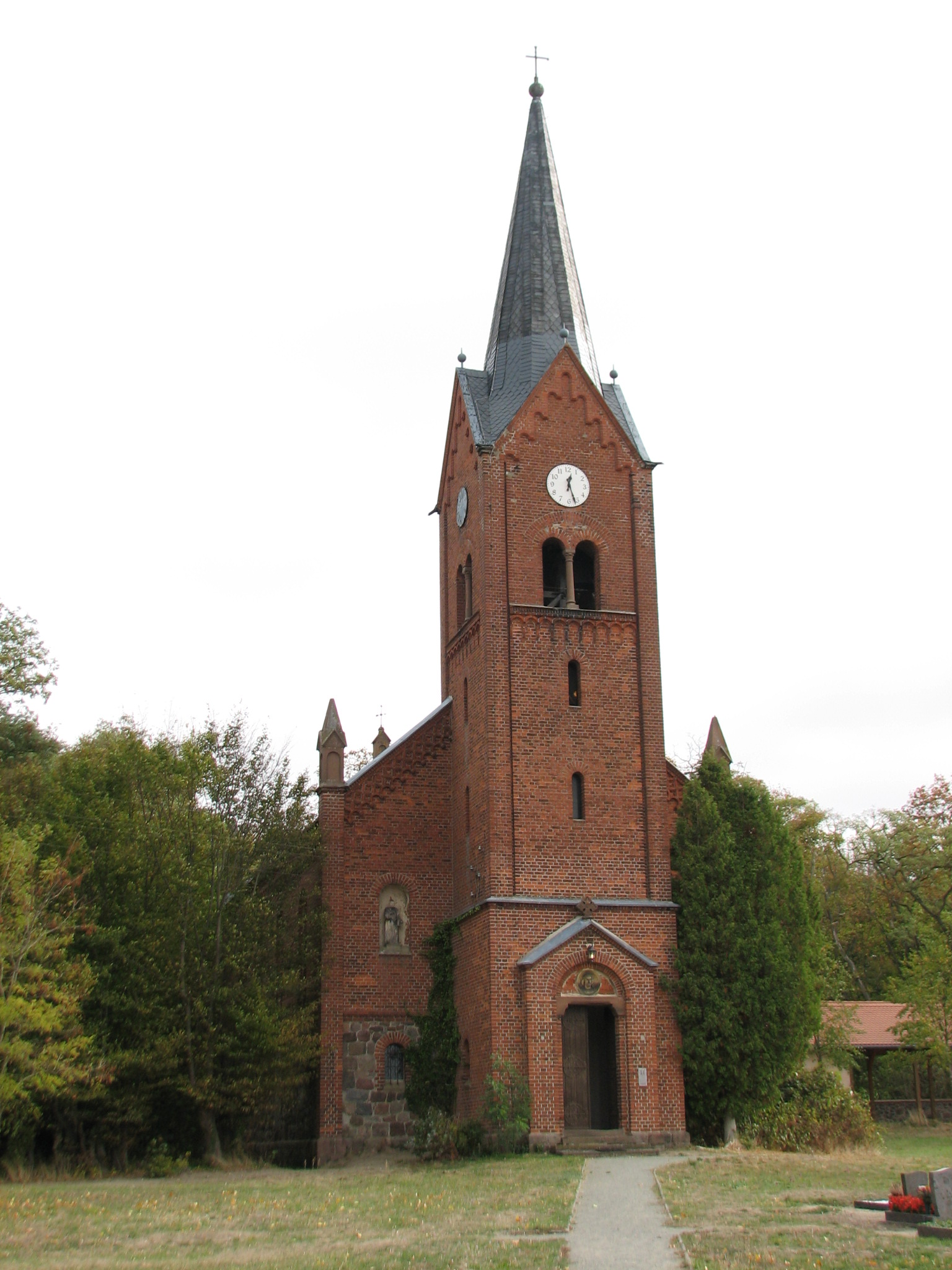
Dorpskerk van Vinzelberg (ca. 1900)

Aland ·
Altmärkische Höhe ·
Altmärkische Wische ·
Arneburg ·
Bismark (Altmark) ·
Eichstedt (Altmark) ·
Goldbeck ·
Hassel ·
Havelberg ·
Hohenberg-Krusemark ·
Iden ·
Kamern ·
Klietz ·
Osterburg (Altmark) ·
Rochau ·
Sandau (Elbe) ·
Schollene ·
Schönhausen (Elbe) ·
Seehausen (Altmark) ·
Stendal ·
Tangerhütte ·
Tangermünde ·
Vinzelberg ·
Werben (Elbe) ·
Wust-Fischbeck ·
Zehrental